# Argostemma uniflorum
Argostemma uniflorum är en måreväxtart som beskrevs av Carl Ludwig von Blume och Dc.. Argostemma uniflorum ingår i släktet Argostemma och familjen måreväxter.

## Underarter
Arten delas in i följande underarter:
- A. u. curtum
- A. u. uniflorum